# 平田宗乗
平田 宗乗（ひらた むねのり、慶長19年10月11日（1614年11月12日） - 貞享3年7月14日（1686年9月1日））は、薩摩藩鹿児島城下士。剣術家。水野流居合の師範であった。本姓は桓武平氏。諱は宗乗。幼名鍋五郎。通称は初め孫六、後に監物。同じ通称の子孫がいるので一般には平田大監物で知られる。万治2年の石高は628石

## 経歴
平田宗保より始まる桓武平氏流平田氏次男家に生まれる。父は平田宗衛で、兄は平田新左衛門宗徳。元和9年3月13日に兄が25歳で死去したので、その養子となり家督相続。三河国の人で薩摩藩に来ていた水野柳滴より水野流居合を学んで皆伝を授かった。吟味役や町奉行などに就任。
寛永13年（1636年）に作成された「薩州鹿児島衆中屋敷検地帳」に「平田孫六（傍注に監物）・中屋敷2段2せ12分」とある。このことから、この年以降に通称を「孫六」から「監物」に変えたようである。
万治2年（1659年）作成の「万治鹿府高帳」には「平田監物・628石」とある。
菩提寺は曹洞宗松原山南林寺。「称名墓志」によると、南林寺墓地の丸瓦羅橋付近にあった。墓は現在、南林寺由緒墓にある。
桂太郎兵衛忠増（初め忠益）の長女を妻とするが男子なく、故に出水衆中の山田吉左衛門の子を婿養子とする。ただし、剣術は免許皆伝した家臣の武井種次が継ぐ。

## 系譜
- 父：平田宗衛
- 母：不詳
- 養父：平田宗徳
- 妻：桂忠増娘
- 婿養子：山田吉左衛門の子